# Antígeno carcinoembrionario

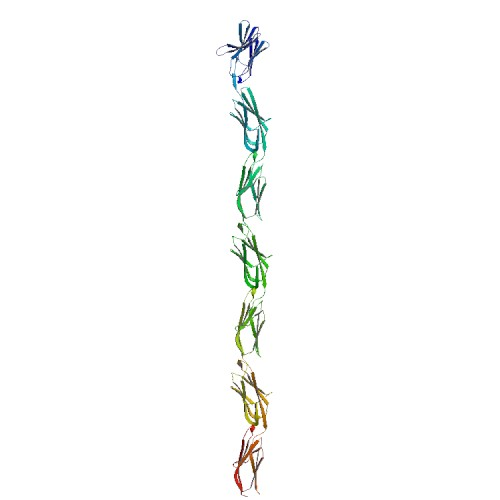
Imagen de la estructura de la proteína

El antígeno carcinoembrionario es una glicoproteína que se produce durante el desarrollo fetal y usualmente no es detectable en la sangre de las personas sanas adultas. Se incluye dentro del grupo de sustancias llamadas marcadores tumorales.
Sus niveles sanguíneos pueden estar elevados en personas fumadoras y en aquellas afectadas de varios tipos de cáncer, incluyendo cáncer de colon, cáncer de páncreas, cáncer de mama, cáncer de ovario y cáncer de pulmón. También en varias enfermedades no relacionadas con el cáncer como la cirrosis hepática, la enfermedad pulmonar obstructiva crónica, la enfermedad de Crohn y muchas otras.
No está recomendada la utilización de este estudio analítico como técnica de screening para la detección temprana de procesos tumorales pues su sensibilidad es baja. Sí es útil, en cambio, para valorar la evolución del cáncer de colon tras el tratamiento y detectar la recidiva de la enfermedad.